# Droits LGBT au Belize

Une carte du Belize aux couleurs du drapeau LGBT.

Les droits des personnes lesbiennes, gays, bisexuelles et transgenres (LGBT) au Belize ont longtemps été marqués par l'interdiction de l'homosexualité, en vigueur jusqu'en 2016. Les personnes LGBT y font toujours face à des difficultés que ne rencontrent pas les personnes hétérosexuelles et cisgenres.

## Légalisation des relations homosexuelles
En 1888, le Code criminel britannique pour les Antilles britanniques entre en vigueur au Belize. Il inclut une disposition condamnant à la prison à vie et au travail forcé, et éventuellement à la flagellation, toute personne ayant « une connaissance charnelle non naturelle d'une personne, avec force ou sans le consentement de cette personne » (en anglais : unnatural carnal knowledge of any person, with force or without the consent of such person). Une ordonnance de 1944 supprime toute référence au consentement et à la force. Après son indépendance, en 1981, le Belize conserve cette législation. Dans sa version du 31 décembre 2000, la section 53 du Code criminel bélizien énonce : « Toute personne ayant des relations charnelles contre l'ordre de la nature avec toute personne ou animal risquera une peine d'emprisonnement de dix ans » (en anglais : Every person who has carnal intercourse against the order of nature with any person or animal shall be liable to imprisonment for ten years). Si la loi est rarement appliquée, elle participe à créer un climat d'insécurité pour les personnes LGBT,.
En 2010, le militant Caleb Orozco de l'United Belize Advocacy Movement (UNIBAM), alors unique association LGBT du pays attaque la loi en justice estimant qu'elle porte notamment atteinte à la dignité humaine, au droit à l'égale protection de la loi et au droit à la vie privée garantis par la constitution. Il demande la suppression de la mention de « personne » dans la section 53. Le gouvernement, par le biais de son procureur général Nigel Hawke avance que l'homosexualité n'est protégée par aucun droit fondamental, ajoutant : « C'est dans notre droit de nation souveraine de garder la section 53 en vigueur aussi longtemps que nous le souhaitons. C'est le droit du peuple à travers leurs élus de changer la loi ».
Plusieurs fois reportée, l'audience a lieu au printemps 2013, dans un climat marqué par de nombreuses menaces de mort et violences envers Orozco et des homosexuels du Belize. Le 10 août 2016, la Cour suprême du Belize déclare la loi inconstitutionnelle. Dans son arrêt Caleb Orozco v. The Attorney General of Belize, le juge en chef de la cour Kenneth Benjamin estime que la loi est contraire à la constitution en violant des activités privées et consensuelles entre adultes. Le gouvernement accepte cette décision et le Belize devient la première ancienne colonie britannique des Antilles à revenir sur la criminalisation de la sodomie.

## Protection contre les discriminations
En 2011, Département d'État des États-Unis précise qu'en raison de l'interdiction des rapports homosexuels, il n'existe aucune donnée officielle sur les discriminations contre les personnes LGBT au Belize. Il reprend toutefois les informations de l'United Belize Advocacy Movement qui estime que les insultes et discriminations de la part de la population et de la police sont communes.
L'association Our Circle (« Notre cercle ») confondée en 2014 et présidée par Derricia Castillo-Salazar se donne pour objectifs la lutte pour les droits LGBT au Belize et l'inclusion de la communauté LGBT par la création d'espaces sécurisés de dialogue et d'enseignement. 
L'arrêt Caleb Orozco v. The Attorney General of Belize du 10 août 2016 ne se limite pas à légaliser les relations homosexuelles. Il précise également que la section 16 de la constitution, qui interdit les discriminations liées au « sexe », inclut l'orientation sexuelle. Dans son arrêt, le juge Benjamin fait référence à la décision Toonen v. Australia (en) du Comité des droits de l'homme de 1994 estimant que la mention du « sexe » du Pacte international relatif aux droits civils et politiques englobe l'orientation sexuelle. Il précise que, puisqu'il a rejoint le PIDCP deux ans après la décision, l'État a tacitement accepté cette interprétation.
Pour rassurer les églises locales, le gouvernement fait appel de l'arrêt dans sa partie concernant l'interdiction de la discrimination à l'égard des personnes homosexuelles et bisexuelles. Selon le rapport présenté au Comité des droits de l'homme en septembre 2018 concernant le Belize, aucune loi ou action concrète n'est mise en place pour lutter contre ces discriminations.

## Droits des personnes transgenres
Aucune loi n'autorise les personnes transgenres à changer légalement de sexe à l'état civil.

## Tableau récapitulatif
| Dépénalisation de l’homosexualité                                     | Depuis 2016 |
| Majorité sexuelle identique à celle des hétérosexuels                 | Depuis 2016 |
| Lois contre les discriminations dans le domaine de l'emploi           | Depuis 2016 |
| Lois contre les discriminations dans le domaine des biens et services | Depuis 2016 |
| Reconnaissance des couples de même sexe                               | Non         |
| Mariage civil                                                         | Non         |
| Adoption pour couples de personnes de même sexe                       | Non         |
| Droit pour les gays de servir dans l’armée                            | Non         |
| Droit de changer légalement de genre                                  | Non         |
| Reconnaissance des personnes intersexes                               | Non         |
| Interdiction des thérapies de conversion                              | Non         |
| Gestation pour autrui pour les gays                                   | Non         |
| Accès aux FIV pour les lesbiennes                                     | Non         |
| Autorisation du don de sang pour les HSH                              | Non         |